# Dammartin-sur-Tigeaux
Dammartin-sur-Tigeaux è un comune francese di 889 abitanti situato nel dipartimento di Senna e Marna nella regione dell'Île-de-France.

## Società

### Evoluzione demografica
Abitanti censiti